# Mark Rylance

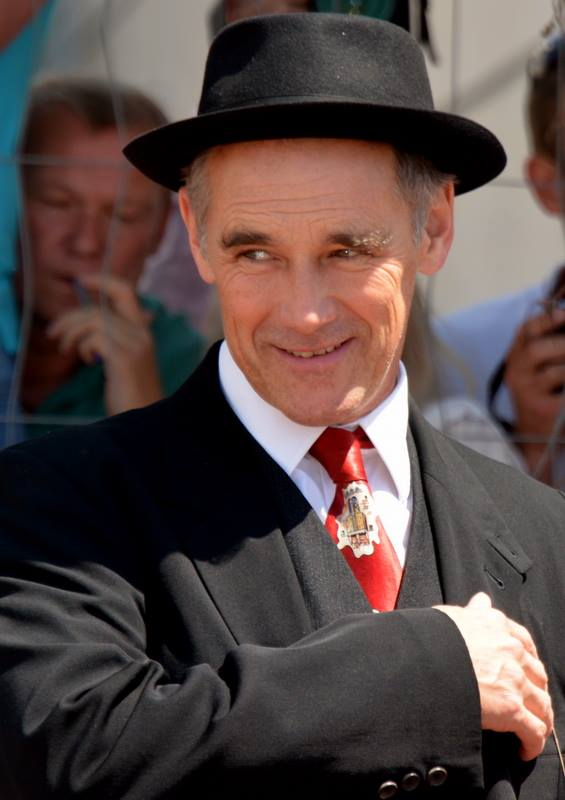
Mark Rylance bei den Filmfestspielen von Cannes 2016

Sir David Mark Rylance Waters (* 18. Januar 1960 in Ashford, Kent, England) ist ein britisch-amerikanischer Schauspieler und Theaterregisseur. Rylance gilt als einer der wichtigsten britischen Theaterschaffenden seiner Generation. Im Jahr 2016 erhielt er einen Oscar als bester Nebendarsteller für seine Rolle als Sowjetspion Rudolf Abel im Film Bridge of Spies – Der Unterhändler.

## Leben

### Frühes Leben
Mark Rylance wurde 1960 in England geboren. 1962 zogen seine Eltern, beide Englischlehrer, mit ihm in die Vereinigten Staaten.

### Theater
Im Herbst 1976 spielte er Hamlet in einer Schulaufführung. Im Sommer 1977 spielte er Puck in Ein Sommernachtstraum am University of Milwaukee First Shakespeare Festival. Im selben Jahr erhielt er ein Stipendium für die Royal Academy of Dramatic Art in London, wo er zwischen 1978 und 1980 seine Ausbildung unter Hugh Cruttwell erhielt. Danach wurde er an der Chrysalis Theatre School in Balham (London) von Barbara Bridgmont weiter ausgebildet.
1980 hatte er sein erstes Engagement am Glasgow Citizens’ Theatre. 1982/83 spielte er an der Royal Shakespeare Company in Stratford-upon-Avon. Danach arbeitete er mit dem London Theatre of Imagination, dem Royal Opera House, der English Stage Company at the Royal Court und Mike Alfreds Shared Experience am Royal National Theatre.
1990 gründete Rylance zusammen mit seiner Frau Claire van Kampen die Theatergruppe Phoebus’ Cart. Daraufhin wurde er von Sam Wanamaker, dem Gründer des neuen Londoner Globe Theatre, eingeladen, Mitglied des Direktorenkollegiums zu werden. Ab 1995 war er dort zehn Jahre lang Erster künstlerischer Leiter. Unter seiner Leitung wurde zum ersten Mal nach vierhundert Jahren wieder ein Stück für das Globe geschrieben und aufgeführt, und zwar im Jahre 2000 Augustine’s Oak von Peter Oswald.

### Film
Rylance gab 1985 sein Fernsehdebüt in dem Fernsehfilm Wallenberg: A Hero’s Story, zwei Jahre später war er mit Hearts of Fire erstmals in einem Kinofilm zu sehen. In den folgenden Jahrzehnten war er aber nur sehr sporadisch in Filmen zu sehen, häufiger noch in Fernsehproduktionen oder Aufzeichnungen seiner Theaterauftritte. Nach eigener Auskunft bevorzugt er die Arbeit am Theater und nahm lange „aus Trotz“ kaum Filmrollen an, da andere Schauspieler der Meinung gewesen seien, dass man nur als Filmschauspieler berühmt und reich werden könne. So schlug er unter anderem ein Angebot für Steven Spielbergs Film Das Reich der Sonne von 1987 aus. Eine Ausnahme machte er unter anderem für die Hauptrolle in dem Film Engel und Insekten, die 1995 erschienene Verfilmung eines Romans von A. S. Byatt. Den Film Blitz – Cop-Killer vs. Killer-Cop empfang Rylance „dermaßen misslungen“, dass er allen seinen Agenten kündigte und für vier Jahre an keinen Filmproduktionen teilnahm, bis ihm von Steven Spielberg eine Rolle in dem Film Bridge of Spies – Der Unterhändler angeboten wurde.
Zu größerer Bekanntheit als Filmschauspieler gelangte er erst 2015, nachdem Spielberg ihn für die Rolle des Spions Rudolf Abel in eben diesem Film Bridge of Spies – Der Unterhändler gewinnen konnte. Für seine Darstellung wurde Rylance mit diversen Filmpreisen, darunter dem Oscar als Bester Nebendarsteller, ausgezeichnet. Seitdem wirkt er regelmäßiger an größeren Filmproduktionen mit. Danach erfolgten noch weitere Zusammenarbeiten mit Spielberg bei BFG – Big Friendly Giant (2016) und Ready Player One. Im Jahr 2017 verkörperte Rylance in Christopher Nolans Kriegsfilm Dunkirk einen Zivilisten, der mit seinem Boot Soldaten zu retten versucht. 2022 verkörperte er einen Schneider mit Mafiakundschaft in Graham Moores Thriller The Outfit und den Kannibalen Sully in dem Horrordrama Bones and All von Luca Guadagnino.

### Privates und Mitgliedschaften
1987 lernte er die Musikerin und Komponistin Claire van Kampen kennen, die er 1989 heiratete. Die Ehe hielt bis zu ihrem Tod im Januar 2025.
Mark Rylance ist Mitglied des Francis Bacon Research Trust, des Club of Budapest, der UN Peace One Day Campaign, und von Peace Direct. Außerdem ist er Botschafter der internationalen Menschenrechtsorganisation Survival International. 2016 wurde Rylance als eine von 683 Persönlichkeiten von der Academy of Motion Picture Arts and Sciences als Neumitglied eingeladen.

## Auszeichnungen und Ehrungen
2017 wurde Mark Rylance als Knight Bachelor in den Adelsstand erhoben.
Als Theaterschauspieler wurde Rylance achtmal als bester Schauspieler für den Laurence Olivier Award nominiert und hat ihn zweimal gewonnen. 2010 wurde Rylance in einer Umfrage des britischen Branchenmagazins The Stage hinter Judi Dench und Maggie Smith auf Platz drei der „besten britischen Theaterschauspieler aller Zeiten“ gewählt. Dabei war Rylance der jüngste Schauspieler in der Top Ten, die auch zu diesem Zeitpunkt bereits verstorbene Schauspieler wie Laurence Olivier umfasste.
Als Filmschauspieler erhielt Rylance unter anderem folgende Auszeichnungen und Nominierungen:
- 2005: British Academy Television Award für Government Inspector als bester Darsteller
- 2016: Oscar für Bridge of Spies – Der Unterhändler als bester Nebendarsteller
- 2016: British Academy Film Award für Bridge of Spies – Der Unterhändler als bester Nebendarsteller
- 2016: Golden-Globe-Nominierung für Bridge of Spies – Der Unterhändler als bester Nebendarsteller

## Theaterrollen

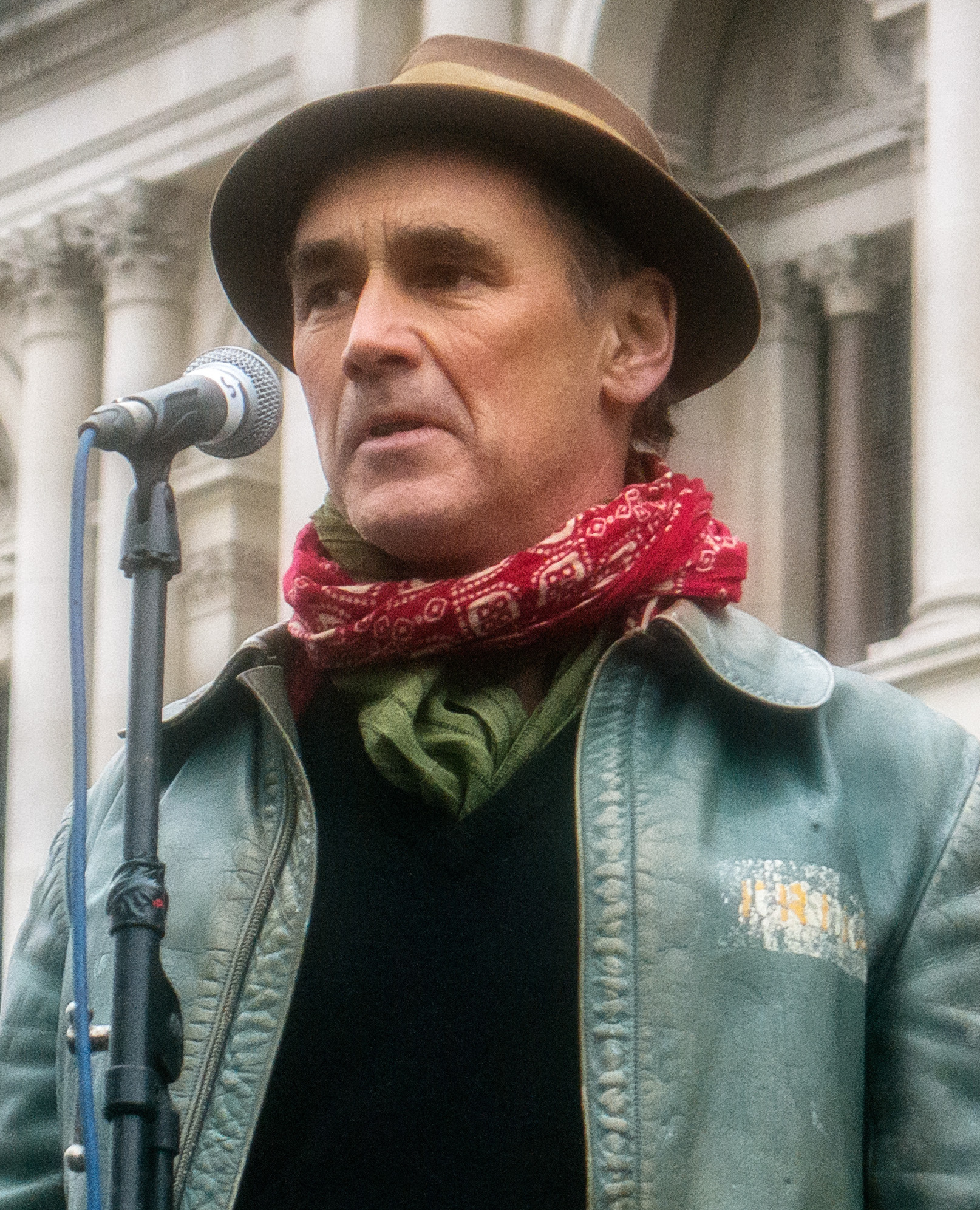
Rylance im Jahr 2015

- Rollen am Theater (außerhalb des Globe Theatre, London, Auswahl):
  - 2013/14 Belasco Theatre (New York); Richard III.: Richard III, und parallel dazu Twelfth Night (Was ihr wollt): Olivia (gewann den Tony Award als bester Darsteller für die Rolle in Twelfth Night)
  - 2011 Music Box Theatre (New York); Jerusalem, Inszenierung des Royal Court: Rooster (gewann den Tony Award als bester Darsteller)
  - 2009 Royal Court Theatre und Apollo Theatre (West End); Jerusalem: Rooster
  - 2008 Broadway Longacre Theatre (New York); Boeing Boeing: Robert (gewann den Tony Award als bester Darsteller)
  - 2000 Royal National Theatre Live x 3: Henry
  - 1994 Donmar Warehouse True West: Lee/Austin.
  - 1994 Theatre For a New Audience (New York) As You Like It (Wie es euch gefällt): Touchstone
  - 1993 Queen’s Theatre Much Ado About Nothing (Viel Lärm um nichts): Benedick
  - 1989 RSC (Royal Shakespeare Company), Stratford-upon-Avon, Hamlet: Hamlet

- Rollen im Shakespeare’s Globe Theatre (Auswahl):
  - 2018 Othello: Jago
  - 2005 The Tempest (Der Sturm): Prospero/Stephano/Alonso
  - 2004 Measure for Measure (Maß für Maß): Duke/Monk
  - 2003 Richard II: Richard II.
  - 2002 Twelfth Night (Was ihr wollt): Olivia
  - 2001 Cymbeline: Cymbeline: Titelrolle
  - 2000 Hamlet: Hamlet
  - 1999 Antony and Cleopatra (Antonius und Cleopatra): Cleopatra
  - 1998 Merchant of Venice (Der Kaufmann von Venedig): Bassanio
  - 1997 Henry V (Heinrich V.): Henry V
  - 1996 Two Gentlemen of Verona (Zwei Herren aus Verona): Proteus

## Filmografie (Auswahl)
- 1985: Raoul Wallenberg (Wallenberg: A Hero’s Story, Fernsehfilm)
- 1986: The McGuffin (Fernsehfilm)
- 1987: Hearts of Fire
- 1991: Prosperos Bücher (Prospero’s Books)
- 1991: The Grass Arena (Fernsehfilm)
- 1992: Incident in Judea (Fernsehfilm)
- 1995: Engel und Insekten (Angels and Insects)
- 1995: Institut Benjamenta
- 1997: Henry V (Fernsehfilm)
- 2001: Intimacy
- 2003: Leonardo (Miniserie, 3 Folgen)
- 2003: Richard II (Fernsehfilm)
- 2005: The Government Inspector (Fernsehfilm)
- 2008: Die Schwester der Königin (The Other Boleyn Girl)
- 2011: Blitz – Cop-Killer vs. Killer-Cop (Blitz)
- 2011: Anonymus (Anonymous)
- 2013: Twelfth Night
- 2014: Days and Nights
- 2014–2015: Bing (Fernsehserie, 50 Folgen, Stimme)
- 2015: The Gunman
- 2015: Wölfe (Wolf Hall, Miniserie, 6 Folgen)
- 2015: Bridge of Spies – Der Unterhändler (Bridge of Spies)
- 2016: BFG – Big Friendly Giant (The BFG)
- 2017: Dunkirk
- 2018: Ready Player One
- 2019: Waiting for the Barbarians
- 2020: The Trial of the Chicago 7
- 2021: The Fantastic Flitcrofts (The Phantom of the Open)
- 2021: Don’t Look Up
- 2022: The Outfit
- 2022: The Undeclared War (Fernsehserie, 5 Folgen)
- 2022: Bones and All
- 2022: Inland

## Werke
- Mark Rylance: Play – A Recollection in Pictures and Words of the First Five Years of Play at Shakespeares's Globe Theatre. Photogr.: Sheila Burnett, Donald Cooper, Richard Kolina, John Tramper. Shakespeare's Globe Publ., London, UK. 2003. ISBN 0-9536480-4-4.